# Parti de la réforme progressiste
Le Parti de la réforme progressiste (en néerlandais : Vooruitstrevende Hervormings Partij ou VHP) est un parti politique du Suriname, dont le chef est l'ancien président du Suriname, Chan Santokhi. 
À l'origine le Parti uni hindoustani, un parti indo-surinamais, le VHP compte aujourd'hui plusieurs électeurs et membres dans tout le pays, principalement dans les districts de Paramaribo, Wanica, Nickerie, Saramacca et Commewijne. Après l'arrivée de Santokhi à la tête du parti, en 2011, celui-ci diversifie son électorat et devient davantage multiethnique. Des sondages de 2020 démontrent d'ailleurs cette diversité grandissante auprès des électeurs du parti.

## Histoire

### Origines
Plusieurs partis politiques sont fondés au Suriname, durant les premières années après la Seconde Guerre mondiale, comme le Parti populaire progressiste du Suriname (PSV) catholique, le Parti national du Suriname (NSP) créole et le Parti pour l'unité nationale et la solidarité (KTPI) javanais. Ces fondations résultent notamment du remplacement, en 1948, du suffrage censitaire et capacitaire réservé aux hommes par un suffrage universel auquel pouvaient participer les hommes et les femmes.
Dans cette foulée, le Parti uni hindoustani (en néerlandais : Verenigde Hindostaanse Partij ou VHP) est fondé en janvier 1949, issu de la fusion du Parti musulman, du Parti politique hindoustani-javanais et du Parti hindou du Suriname, tous fondés en 1946 ou 1947. 

### Élections générales de 1949
Jagernath Lachmon, jusqu'alors président du Parti politique hindoustani-javanais, devient président du VHP, et ce, jusqu'à sa mort, en 2001. À la suite des élections générales surinamaises de mai 1949, le Parti national du Suriname (NPS) remporte treize sièges, le VHP en remporte six et le Parti pour l'unité nationale et la solidarité (KTPI) en remporte deux.

### Fraternisation avec le Parti national
Aux élections générales de 1951, le résultat en termes de sièges est le même qu'en 1949. Le pouvoir du Parti national du Suriname n'est ébranlé que lorsque le Parti démocratique surinamais (SDP), le PSV, le KTPI et le Parti Suriname, sous le nom d'Eenheidsfront, remportent les élections de 1955, avec treize sièges. Le VHP remporte quant à lui six sièges et le NPS, deux. 
Vu que les deux membres du NPS Johan Adolf Pengel et Just Rens n'ont pu se faire réélire, le chef du VHP propose que deux membres élus de son parti se retirent pour donner la possibilité aux deux candidats défaits de se faire réélire. Pengel accepte l'offre et remporte un siège dans le district de Saramacca. Ceci jette les assises d'une alliance entre les deux partis.

### Adoption du nom actuel
En août 1966, le parti change de dénomination et devient le Parti de la promotion du bien-être national (Vatan Hitkari Party ou Partij ter Bevordering van het Nationale Welzijn), qui conserve tout de même son acronyme. C'est en 1973 que le parti adoptera toutefois son nom actuel : le Parti de la réforme progressiste (Vooruitstrevende Hervormings Partij). Ce changement de nom vient affirmer le caractère multiethnique du parti, qui ne défend pas uniquement les intérêts des Surinamais d'origine hindoustanie.

### Années 1960 et 1970
Après les élections de 1967, Pengel décide de former une coalition du NPS, du Groupe d'action/Parti de l'agriculture et du SDP, ce qui provoque la fin de la politique de fraternisation entre le VHP et le NPS. Des grèves provoquent toutefois la chute de ce gouvernement de coalition en 1969.
Aux élections de 1969, la coalition du VHP (VHP, Actiegroep et SRI) remporte 19 sièges sur 39, la coalition du Parti progressiste national (PNP, KTPI, PSV et PBP) en remporte huit, le NPS en remporte 11 et le PNR un seul. Bien que dans le gouvernement VHP-PNP subséquent, la coalition du VHP obtienne beaucoup plus de sièges que la coalition du PNP, ce n'est pas le chef du VHP, Lachmon, mais celui du PNP, Jules Sedney qui devient Premier ministre du Suriname. Les tensions entre les populations hindoue et créole auront joué un rôle dans ce choix. Le VHP reçoit cependant cinq postes ministériels et Lachmon est nommé président des États (l'Assemblée).
Aux élections de novembre 1973, le PNP de Sedney ne remporte aucun siège. Les 39 sièges des États sont répartis entre la Coalition des partis nationaux (NPK composée du NPS, du PNR, du PSV et du KTPI) qui remporte 22 sièges et le VHP, qui en rapporte 17. Trois mois plus tard, le Premier ministre Henck Arron annonce qu'il souhaite réaliser l'indépendance du Suriname avant la fin de 1975. Bien que le VHP s'oppose à cette idée au départ, sous prétexte qu'il était trop tôt, le parti change d'idée après que des troubles aient éclaté dans le pays, dont une tentative d'assassinat sur la personne du Premier ministre. Le parti collabore donc avec le NPK pour l'écriture d'une nouvelle constitution et l'indépendance se réalise finalement le 25 novembre 1975.

### Dictature des années 1980
Aux élections de 1977, le NPK remporte à nouveau 22 des 39 sièges et les dix-sept restants échoient au Parti démocrate uni, composé du VHP, de Pendawalima, de SPS et de l'Union des travailleurs et agriculteurs progressistes. Ce gouvernement est cependant rapidement chassé du pouvoir, par le coup d'État mené par Desi Bouterse en février 1980.
Après le rétablissement de la démocratie en 1987, le KTPI, le NPS et le VHP s'allient et forment le Front pour la démocratie et le développement qui remportent 40 des 51 sièges aux élections de cette année-là. Jamais auparavant une combinaison politique n'avait obtenu autant de sièges. Lachmon est nommé président de l'Assemblée alors que cinq ministres et le président du pays, Ramsewak Shankar, sont également issus du VHP.

### Années 1990 et dissidences
Les élections de 1991 sont remportées par le Nouveau Front (NF), composé notamment du VHP, avec 30 des 51 sièges. Le membre du Parti national du Suriname, Ronald Venetiaan, devient président de la République, alors que le membre du VHP Jules Ajodhia devient vice-président. Cinq ministres proviennent en outre du VHP.
À l'occasion des élections de 1996, un groupe de dissidents au sein du VHP fonde son propre parti : le Parti de base pour le renouveau et la démocratie (BVD). Les cinq membres du BVD aident le gouvernement de Jules Wijdenbosch à obtenir une majorité pour laquelle ils reçoivent quatre postes ministériels et le poste vice-présidentiel.
Lorsque Chan Santokhi prend les rênes du parti en juillet 2011, il appelle ces membres dissidents du parti à revenir. Le BVD fusionne plutôt avec le Parti national démocratique de Desi Bouterse.

### Années 2000
Après des élections anticipées en 2000, le Nouveau Front, dont le VHP fait partie, revient au gouvernement. Cette année-là, Venetiaan redevient président de la République avec Jules Ajodhia à nouveau comme vice-président. Après les élections de 2005, le nombre de sièges du NF est passé de 33 à 23 et le nombre de ministres du VHP de cinq à quatre. Il est par ailleurs décidé que Ramdien Sardjoe du VHP occupera la fonction de vice-président. 

## Période contemporaine

### Ère Santokhi
La popularité de Chan Santokhi, au sein du VHP, est grandissante, notamment en raison de son passage comme ministre et de son opposition à Desi Bouterse. Des appels sont faits, parmi ses partisans, pour qu'il lui soit donné davantage de pouvoir au sein du parti. Toutefois, la direction du parti préfère accorder à d'autres candidats des positions plus avantageuses sur les listes électorales. 
Bien qu'il soit placé en fin de liste électorale du VHP, Santokhi réussit à obtenir le deuxième plus grand nombre de voix à l'échelle nationale lors des élections. Seul Desi Bouterse reçoit plus de votes. Santokhi est donc nommé candidat présidentiel du Nouveau Front à l'occasion des élections de 2010. Son adversaire était Desi Bouterse. Deux plus petits partis et anciens alliés du VHP soutiennent toutefois ce dernier et contribuent à son élection à titre de président du Suriname. Le Nouveau Front, et conséquemment le VHP, se retrouvent sur les bancs de l'opposition pour la deuxième fois depuis le rétablissement de la démocratie en 1987. 
Le 3 juillet 2011, Chan Santokhi succède à Ramdien Sardjoe à la tête du VHP, après avoir obtenu 85,6% des voix lors des élections internes du parti,.
À l'occasion des élections de 2015, le VHP se présente au sein de l'alliance V7, avec Santokhi comme candidat à la présidentielle. L'alliance remporte 18 sièges, mais est défaite par le Parti national démocratique de Desi Bouterse. 

### Diversification des membres du parti
Le nombre de membres dans le parti ne cesse d'augmenter à la suite de l'arrivée de Chan Santokhi comme chef. Autrefois un parti indo-surinamais, la composition de ses membres se diversifie grandement au niveau ethnique. Par exemple, alors que 92 % des candidats sont d'origine hindoue lors des élections de 2015, seulement 45 % le sont lors de celles de 2020. Il y a aussi 21 % des candidats qui sont marrons, 14 % créoles et 14% javanais pour ces mêmes élections. Le nombre de femmes candidates augmente également, elles comptent pour 39 % des candidats en 2020, alors qu'elles comptaient pour uniquement 15 % en 2015,.
Le parti remporte vingt sièges à l'occasion des élections de 2020 et Chan Santokhi est nommé président de la République du Suriname, à la suite d'un scrutin indirect parmi les membres de l'Assemblée nationale. 